# سيتو (لاعب كرة قدم)
سيتو (بالإسبانية: Luis Castro Rodríguez)‏ (21 مايو 1980 بلا كورونيا في إسبانيا - ) هو لاعب كرة قدم إسباني في مركز الدفاع. لعب مع إيبسويتش تاون وبينيا سبورت وراسينغ فيرول ونادي سالامانكا ونادي لوغو ونادي كالاهورا وCD Alfaro ‏ وSD O Val ‏.

## وصلات خارجية
- سيتو (لاعب كرة قدم) على موقع Soccerbase.com (لاعب) (الإنجليزية)
- سيتو (لاعب كرة قدم) على موقع Soccerway.com (الإنجليزية)